# Kvæsthus

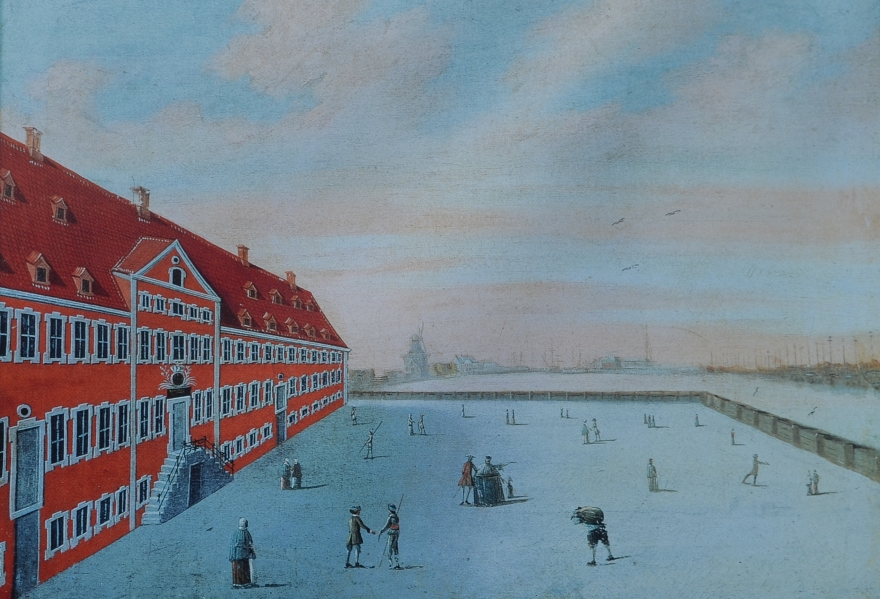
Kvæsthuset, um 1750

Kvæsthus war der Name eines Lazaretts für verwundete Marinesoldaten in Kopenhagen.
Man weiß, dass ein Hospital für Seeleute im Jahr 1618 zuerst wahrscheinlich in der Nähe der heutigen Holmens-Kirche gegründet wurde. Es wechselte 1628 den Standort zur Gothersgade und wurde 1658 erneut als Sejlhuset nach Gammelholm (unweit des Det Kongelige Teater) umgesiedelt. Das Hospital wurde weiter in das Frauengefängnis Børnehuset in Christianshavn und 1675 in das umgewidmete Alchemistenhaus Guldhuset in Rigensgade verlegt. Schließlich wurde ein Neubau für das Lazarett von Hans van Steenwinckel entworfen. 1685 erhielt das neue Krankenhaus, an der Ecke der heutigen Kvæsthusgade und dem Sankt-Annæ-Plads, bei der Einweihung den Namen Kvæsthuset.

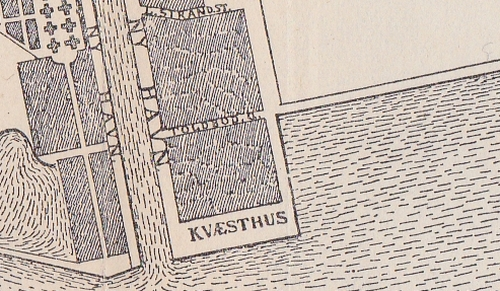
Lage des Kvæsthus, Kartendetail um 1690

 Der Lazarettbetrieb wurde jedoch bald in ein am alten Standort verbleibendes Søkvæsthus für Seeleute und ein Landkvæsthus oder Krigshospitalets Ladegård (so bezeichnet wegen der Lage nahe dem Ladegården, einem ehemaligen Wirtschaftshof beim Schloss Frederiksberg) für die Armee aufgeteilt.
Die ursprüngliche Nutzung des Kvæsthuset als Marinelazarett wurde außerdem wegen zunehmender Platznot durch Aufnahme der Invaliden aus den Kriegen des 18. Jahrhunderts hinfällig, die in andere Wohnstifte und Krankenhäuser, wie das Hospital Vartov, umgelagert werden mussten.
Im Jahr 1777 wurde der Sitz des Marinelazaretts daher in ein anderes Søkvæsthuset-Gebäude in Christianshavn ausgelagert. Man nutzte das alte Kvæsthus nun als Lagerhaus für Textilien, die per Schiff in Kopenhagen eintrafen. 1827 wurde das Gebäude als Kaserne verwendet. 1872 wurde es von der Dampfschiffsgesellschaft DFDS erworben und umgebaut. An der gleichen Straße wurde ab 1877 zudem der Pier an der Kvæsthus-Brücke (Kvæsthusbroen) ausgebaut, um die Anlegestelle für Frachtschiffe zu erweitern. In heutiger Zeit erinnert der Straßenname Kvæsthusgade noch an das ehemalige Lazarett, und in dem umgebauten Gebäude (Kvæsthusgade Nr. 7–11) ist seit März 2005 der Hauptsitz der dänischen Krankenschwestern-Organisation (Dansk Sygeplejeråd) untergebracht.